# غرامت‌های آلمان برای جنگ جهانی دوم

تقسیم آلمان پس از کنفرانس پتسدام، مناطق سفیدرنگ جدا و واگذار شدند نه اشغال.

پس از جنگ جهانی دوم هم آلمان غربی و هم جمهوری دمکراتیک آلمان موظف بودند با توجه به کنفرانس پوتسدام به دولتهای متفقین غرامت جنگ بپردازند. دیگر نیروهای محور بر اساس معاهدات صلح سال ۱۹۴۷ پاریس موظف به پرداخت غرامت بودند.